# باتريك كارمان
باتريك كارمان (بالإنجليزية: Patrick Carman)‏ (27 فبراير 1966، سايلم في الولايات المتحدة)؛ كاتِب مُتخصِّص في أدب الأطفال وروائي أمريكي.

## روابط خارجية
- باتريك كارمان على موقع IMDb (الإنجليزية)
- باتريك كارمان على موقع ميوزك برينز (الإنجليزية)
- باتريك كارمان على موقع كينوبويسك (الروسية)